# Bessatsu Hana to yume
Bessatsu Hana to yume (別冊花とゆめ? spesso chiamato anche BetsuHana) è una rivista giapponese di manga shōjo pubblicata dalla Hakusensha.

## Storia
BetsuHana è una rivista mensile, supplemento della quindicinale Hana to yume. Venne pubblicata per la prima volta nel luglio del 1977 al prezzo di 300 yen con 3 uscite all'anno. Negli anni la pubblicazione ha subito le seguenti variazioni:
| 1977-1991:     | Quadrimestrale |
| 1991-1993:     | Quindicinale   |
| 1993-2001:     | Mensile        |
| 2002-2006:     | Quindicinale   |
| 2006-presente: | Mensile        |

Nel settembre del 2006 la BetsuHana ha cambiato il suo formato da A5 a B5, in coincidenza col cambio di periodicità. È inoltre variata anche la data di uscita, spostata al 26 del mese ed il prezzo, portato a 500 yen.
Sebbene la BetsuHana sia famosa per le serie che ha contenuto negli anni, è meglio conosciuta per le storie brevi pubblicate.

## Serie attuali
- Il grande sogno di Maya di Suzue Miuchi
- Boku wo tsutsumu tsuki no hikari di Saki Hiwatari
- Chou☆Osuteki Darling di Mao Fujisaki
- Ludwig di Kaori Yuki
- Meitobaku di Akira Fujii
- Nante suteki ni Japanesque di Saeko Himuro e Naomi Yamauchi
- Otomen di Aya Kanno
- Pataliro! di Mineo Maya
- Rasetsu no hana di Chika Shiomi
- Sorairo kaigan di Nanpei Yamada
- Touring Express di Masumi Kawasou
- CUTExGUY

## Serie passate
- Yukarism di Chika Shiomi